# Ernst Wrede
Carl Julius Ernst Wrede, född 21 mars 1907 i Tyska S:ta Gertruds församling i Stockholm, död 5 november 1973 i Västerleds församling i Stockholm, var en svensk målare, tecknare, grafiker och skulptör.
Wrede arbetade huvudsakligen med pastell och akvarellmålning samt i mindre utsträckning med tuschteckning, träsnitt samt träskulpturer. Separat ställde han ut på Bellmansro, Galerie Acté och Stockholms studentkårs restaurang i Stockholm samt i Enköping och Boden. Han medverkade i grupputställningar på Konstsalong Rålambshof i Stockholm samt i ett flertal samlingsutställningar i bland annat Roslags-Näsby och Ystad. Hans konst består av skymningsstämda bilder. Ernst Wrede är begravd på Råcksta begravningsplats.